# Lasiocnemus lugens
Lasiocnemus lugens is een vliegensoort uit de familie van de roofvliegen (Asilidae). De wetenschappelijke naam van de soort is voor het eerst geldig gepubliceerd in 1858 door Loew.
De vleugels hebben een lengte 7,3 tot 10,0 millimeter.
De soort komt voor in Botswana, Mozambique, Swaziland, Zimbabwe en Zuid-Afrika.